# Kraftwerk Schilling
Das Kraftwerk Schilling war ein schwerölbefeuertes Ölkraftwerk mit drei Blöcken zu je 125 MW Leistung in der Nähe des Kernkraftwerks Stade.
Die Bauarbeiten fingen 1957 an. 1960 ging der erste Block in Betrieb. Block 2 folgte im August 1962 und Block 3 im Februar 1964. Die Feuerung erfolgte als Frontfeuerung an 18 Ölbrennern mit einem Brennstoffdurchsatz von je 1.700 kg/h. Das Kraftwerk incl. dazugehörigem Tanklager ist aber inzwischen stillgelegt und zurückgebaut worden. Da es hauptsächlich zur Stromversorgung von Hamburg diente und seinen Strom in das Umspannwerk Hamburg-Nord einspeiste, wurde seinerzeit die erste Freileitungskreuzung der Elbe bei Stade, die Elbekreuzung 1, gebaut.
In den späten 1980er Jahren wurde es außer Betrieb genommen. Der Rückbau der Blöcke 1 bis 3 erfolgte in den Jahren 1993 bis 1994 ebenso wie der Rückbau des betriebseigenen Tanklagers. Der Schornstein wurde anschließend demontiert. Am 17. Dezember 2005 wurde das letzte Element vom Maschinenhaus gesprengt, seit Mitte 2006 sind außer dem Einlaufbauwerk und Fundamentresten des Schornsteins keine Baulichkeiten des Kraftwerks mehr vorhanden. Der einst charakteristische, 220 m hohe Schornstein war zum Zeitpunkt seiner Errichtung möglicherweise der höchste der Welt. Damit sollte sich das Rauchgas mit seinem hohen Anteil an Schwefeldioxid gleichmäßig in der Atmosphäre verteilen. Entschwefelungsanlagen wurden erst in den 1980er Jahren zwingend vorgeschrieben.

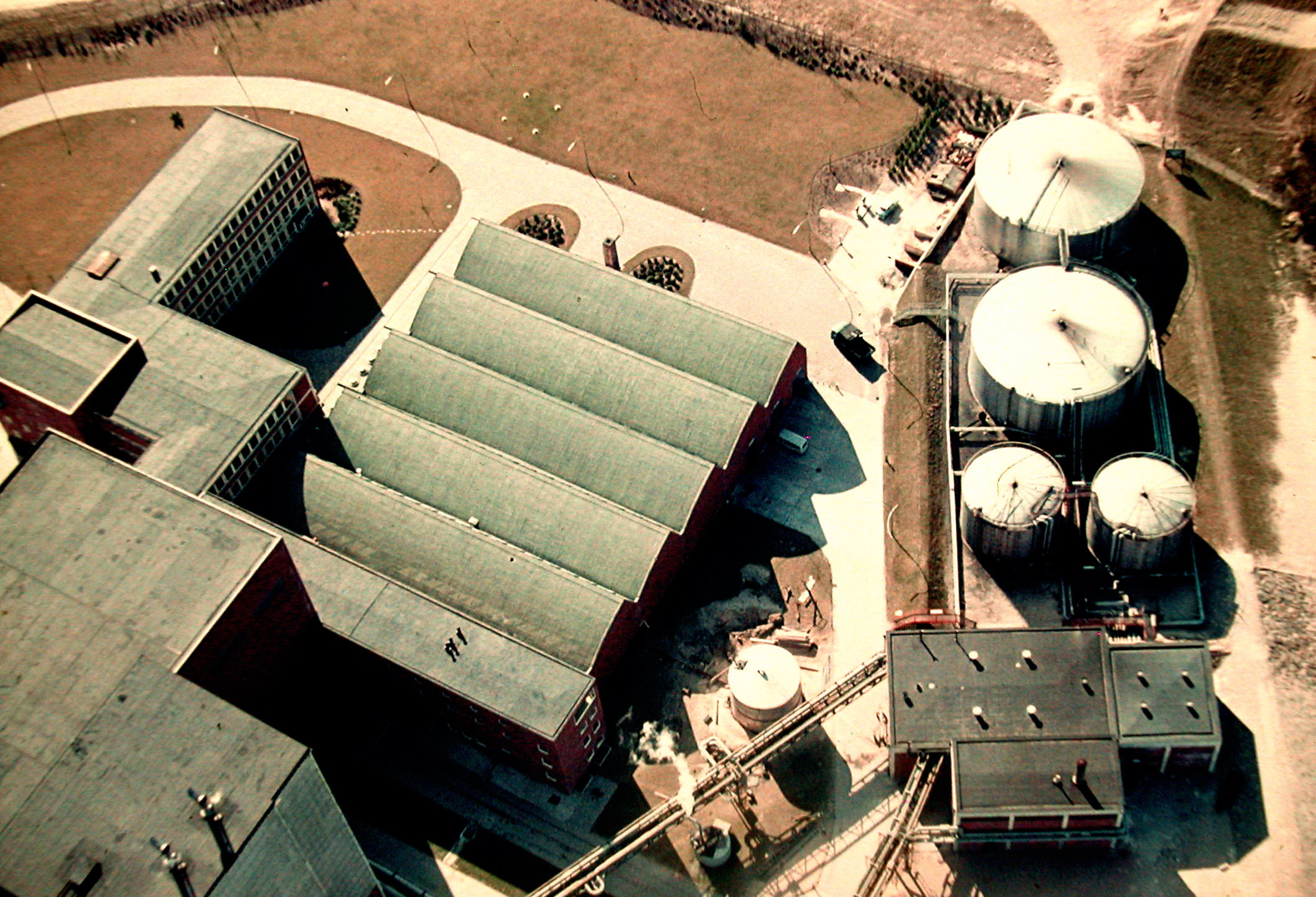
Nebengebäude und Öltanks vom Schornstein gesehen
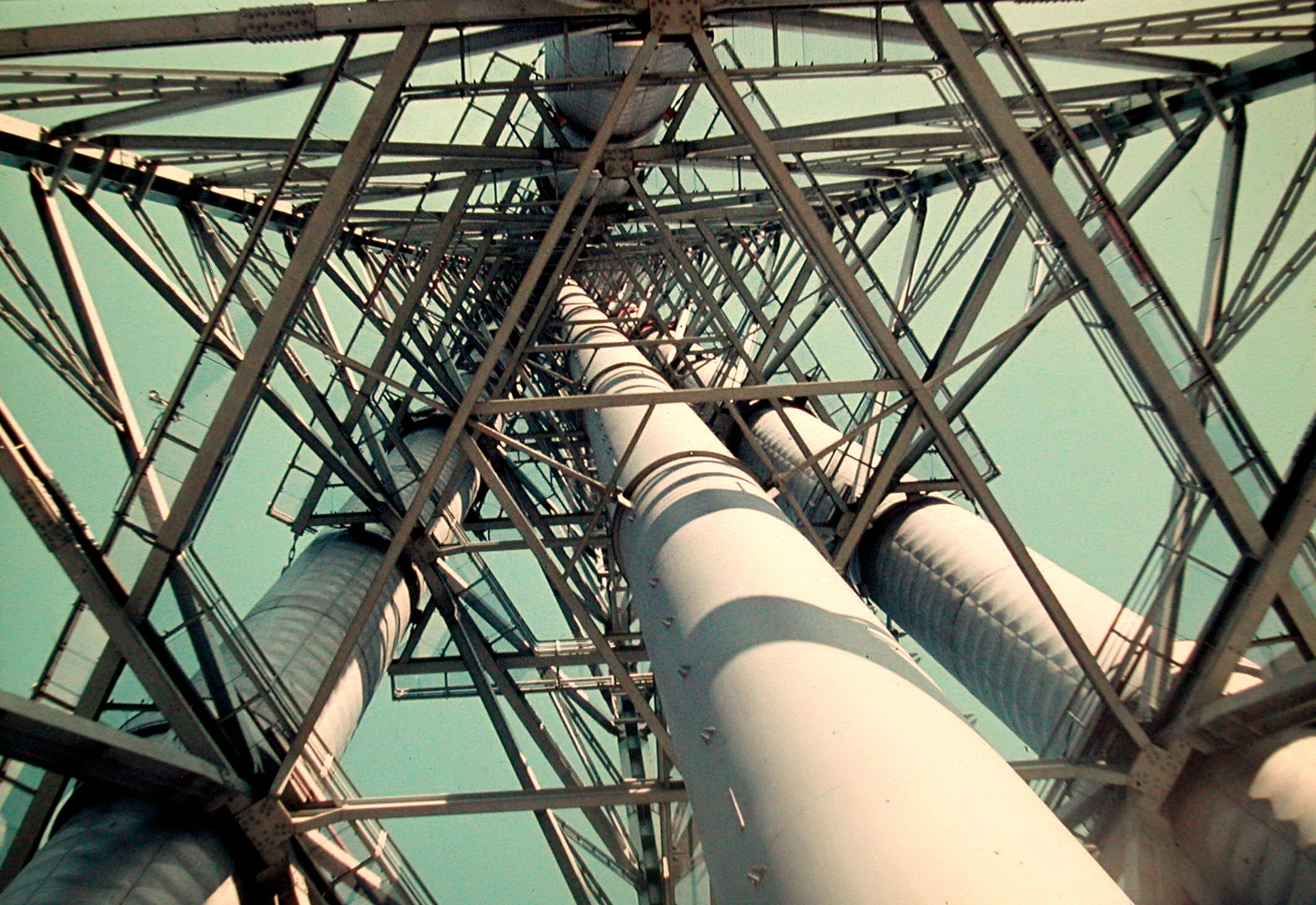
Der Schornstein mit den drei Rauchgasröhren und der Aufzugsröhre in der Mitte
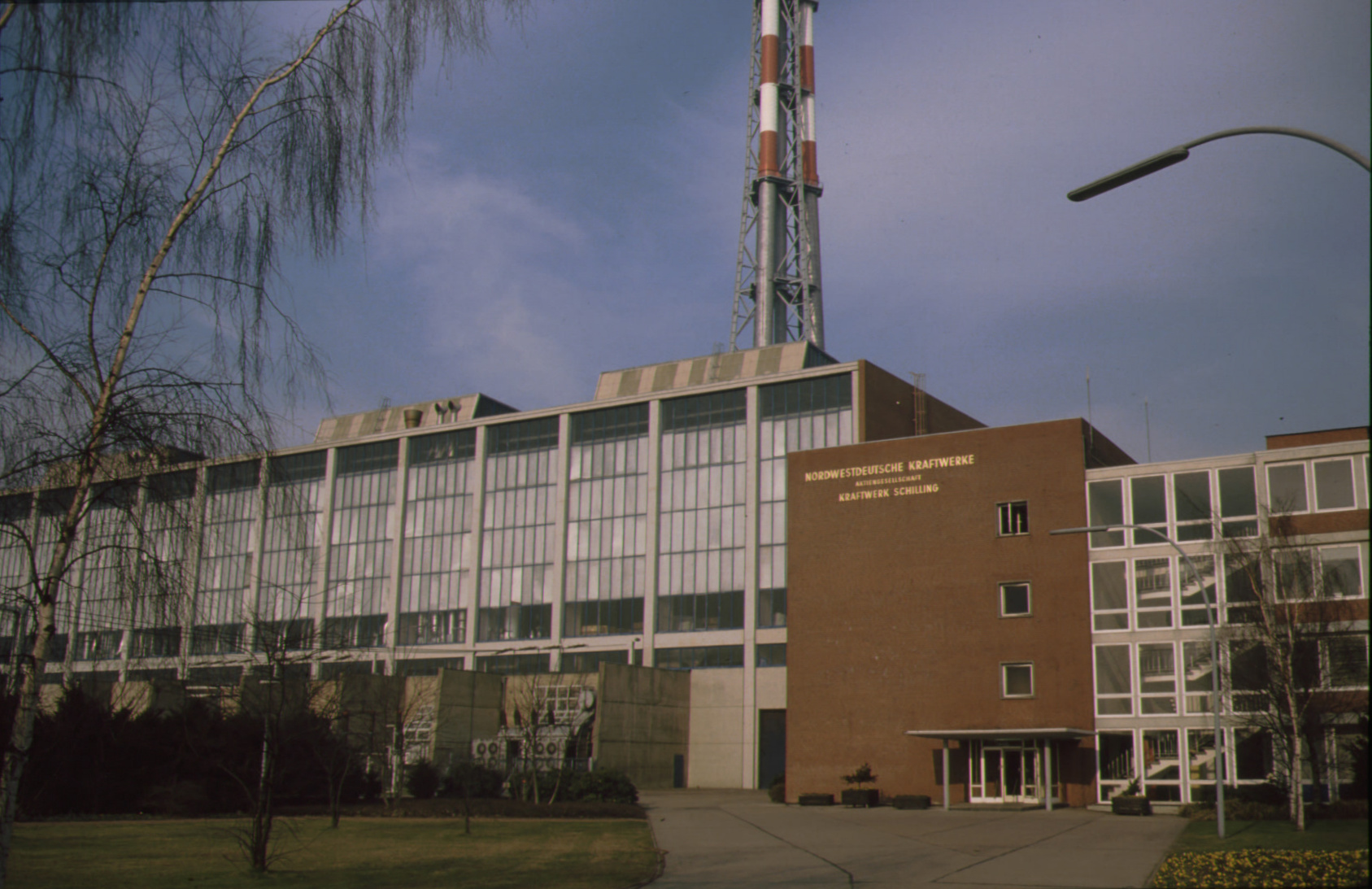
Hauptgebäude Kraftwerk Schilling der NWK in Stade
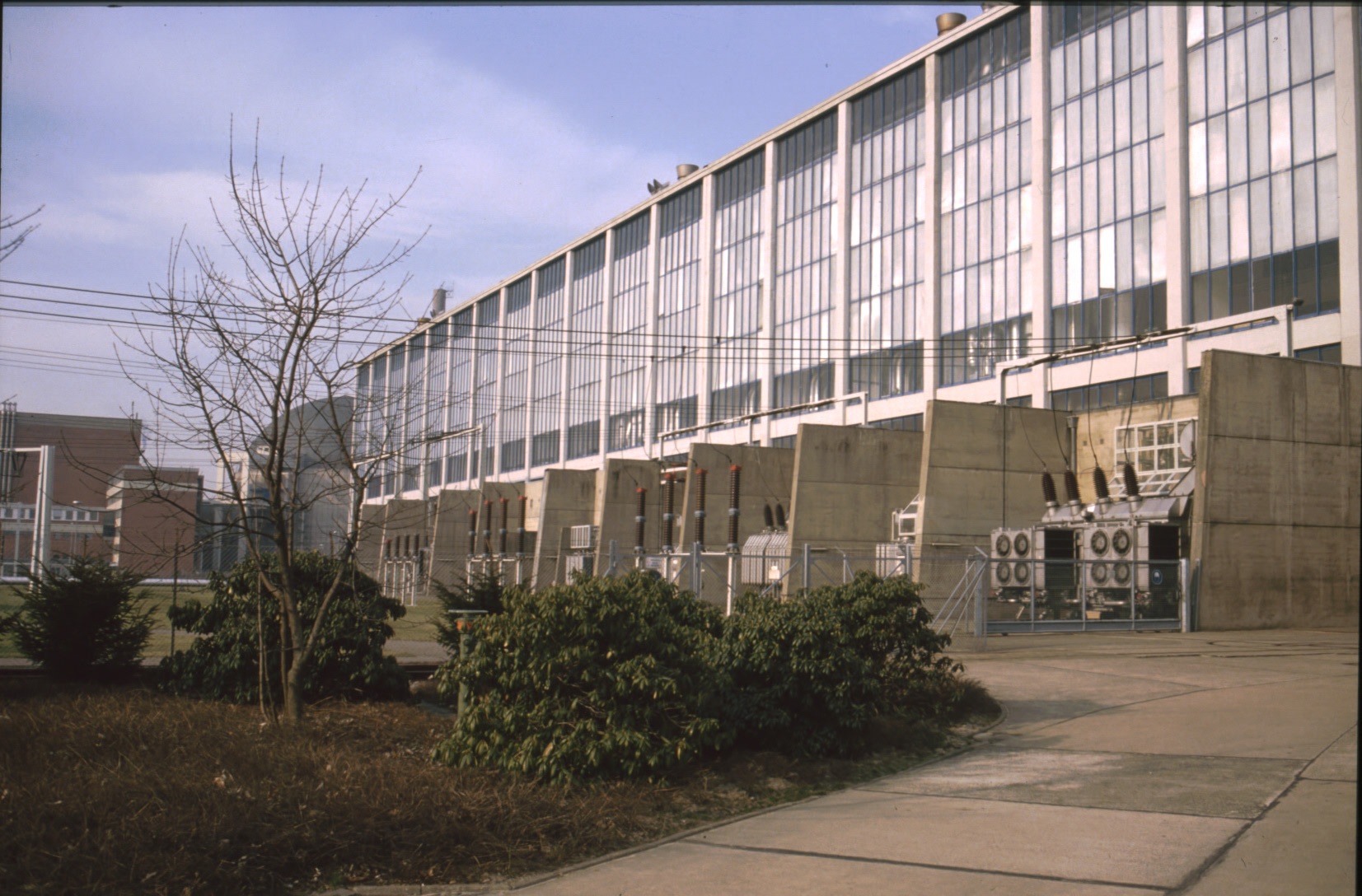
Kraftwerk Schilling der NWK in Stade, Maschinenhaus
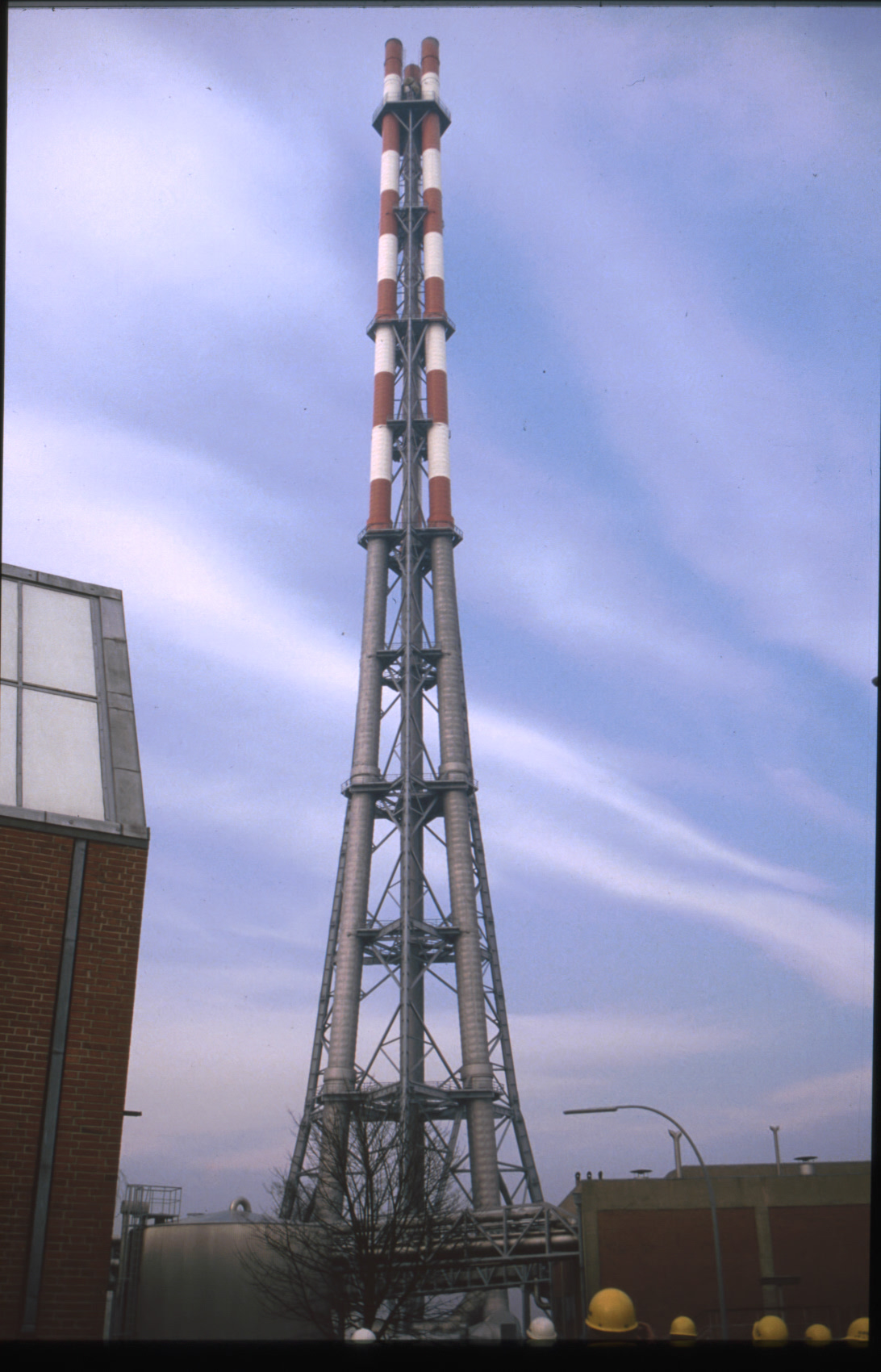
Der Abgaskamin des Kraftwerk Schilling in Stade war ca. 220 m hoch